# مرگ با طعم نسکافه
کنسرت نمایش مرگ با طعم نسکافه به نویسندگی و کارگردانی بابک صحرایی در اردیبهشت و خرداد ۱۴۰۳ روی صحنه رفت. نمایش «مرگ با طعم نسکافه» اجرای خود را در ۱۶ اردیبهشت ۱۴۰۳ با حضور مسعود کیمیایی در عمارت نوفل‌شاتو آغاز کرد.

## خلاصه داستان
«مرگ با طعم نسکافه»، نمایشی ۶ پرده‌ای است که با استفاده از کلید واژه‌های مهم زندگی به روایتِ برش‌های دراماتیک در زمان حال، دهه سی و صد سال گذشته می‌پردازد.

## بازیگران
- بابک صحرایی
- بهنام شرفی
- نیکی مظفری
- محمدرضا عیوضی
- گل ناز عباسی
- بهراد محمدی
- روشنک رضایی مهر

## خواننده‌ها
- مانی رهنما
- حمید حامی
- محمدرضا عیوضی

## بازیگران پرفرمنس
- مهرگان بذرافشان
- حدیثه محموداف
- ملینا مشایخی
- آویسا شریفی